# Artur Gajek

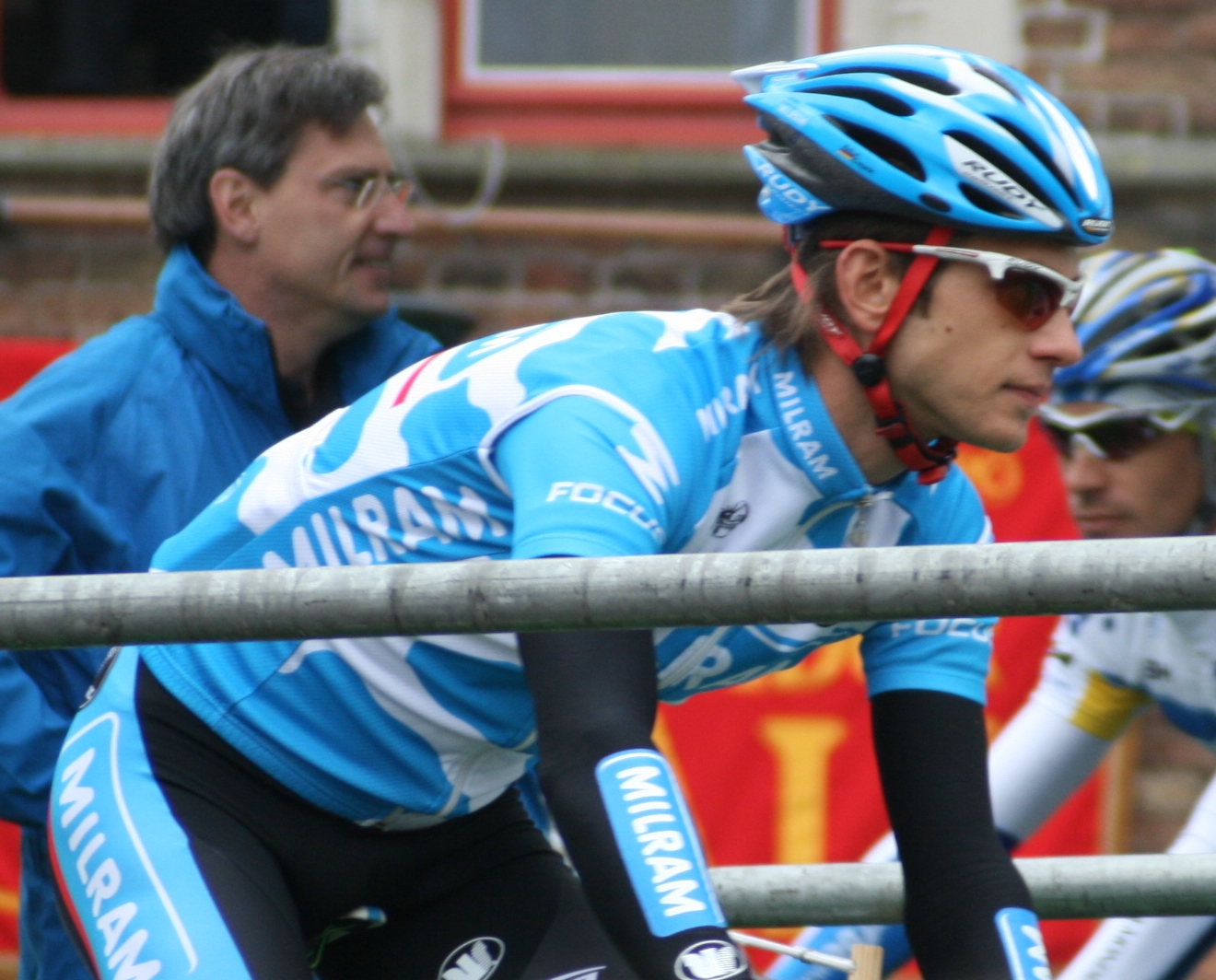
Artur Gajek bei der Ronde van Vlaanderen 2009

Artur Gajek (* 18. April 1985 in Bergisch Gladbach) ist ein ehemaliger deutscher Radrennfahrer.
Mit dem Teamwechsel von Staubwolke Refrath zur SG BP Köln-Worringen traf Gajek auf Trainer Werner Bawel, der Gajeks Talent schon früh erkannte und förderte. Schließlich war es Jochen Hahn, der Artur Gajek zu Winfix Techem holte. Ab 2008 fuhr er bis zu dessen Auflösung Ende 2010 beim ProTeam Milram. Im Herbst 2006 gewann Gajek zwei internationale Eintagesrennen: Rund um den Sachsenring und der Omloop van het Houtland. Mit der Auflösung des Teams Milram Ende 2010 beendete er seine Radsportkarriere.

## Erfolge
2006
- Rund um den Sachsenring
- Omloop van het Houtland

## Teams
- 2004–2005: Akud Arnolds Sicherheit
- 2006–2007: Team Wiesenhof
- 2008–2010: Team Milram